# 황미영 (성우)
황미영(1965년 11월 10일~) 은 대한민국의 성우이다. 문화방송 성우극회 소속. 1985년 MBC 공채 10기로 입사했다.

## 출연작품

### 방송
- 마르코 폴로의 모험(MBC)
- 찰리 브라운의 유럽여행(MBC)
- 로빈 훗의 모험(MBC)
- 미래용사 볼트론(MBC) - 파리공주(알루라, 앨로라)
- 마법사 토토(MBC)
- 보츠마스터(MBC)
- 꽃의 천사 메리벨(MBC)
- 그림명작동화(MBC)
- 고슴도치 소닉(SBS) - 바니

### 만화 영화
- 장독대 (MBC)

### 영화
- 사랑의 만화경(SBS)
- 달콤쌉싸름한 초콜릿(MBC)
- 베니와 준(MBC) - 준(매리 스튜어트 매스터슨)
- 십계(MBC)
- 측천무후(SBS)
- 동굴속의 비밀(SBS)
- 미스틱 피자(SBS)
- 보거스(MBC) - 로레인(낸시 트래비스)
- 피아노(MBC) - 모레그(케리 워커)
- 픽쳐 클레어(MBC) - 신시아(카밀라 루더포드)
- 어머니 나를 다시 사랑해 주세요(MBC)
- 최후의 탈출(SBS) - 웬디(애니 데이비스)
- 아이언 이글(SBS) - 더그의 동생(캐시 와그너)

## 같이 보기
- 문화방송 성우극회